# Либералия
Либералия (на латински: Liberalia) е годишен празник в Древен Рим на 17 март в чест на боговете на плодородието Либер и Либера. На празника слагат за пръв път мъжки тоги (toga virilis) на младежите, станали пълнолетни.